# Роберто, Холден
Холден Алваро Роберто (порт. Holden Álvaro Roberto; 12 января 1923, Мбанза-Конго (тогдашнее название — Сан-Сальвадор-ду-Конго) — 2 августа 2007, Луанда), он же Жозе Жилмор (порт. José Gilmore) — ангольский политик, основатель и многолетний лидер Национального фронта освобождения Анголы (ФНЛА). Активный участник войны за независимость и гражданской войны в Анголе. Консерватор, монархо-трайбалист, антикоммунист. В 1992—2007 годах — депутат парламента Анголы.

## В довоенной политике
Родился в семье баптистского проповедника Гарсиа Диасивы Роберто. Происходил из рода конголезских монархов племени баконго. В двухлетнем возрасте переехал с семьёй из португальской Анголы в столицу Бельгийского Конго Леопольдвиль. В 1940 году окончил баптистскую миссионерскую школу. Служил в финансовых учреждениях бельгийской колониальной администрации. В ранней молодости проникся идеями национального освобождения баконго, создания племенного королевства, консервативного традиционализма и чёрного расизма.
14 июля 1956 года официально возглавил Союз народов Северной Анголы (УПНА), созданный в 1954 и в 1958 преобразованный в Союз народов Анголы (УПА). В качестве председателя УПА участвовал во Всеафриканском конгрессе 1958 года в ганской столице Аккре. Установил контакты с видными деятелями африканских национальных движений, в том числе Патрисом Лумумбой, Кеннетом Каундой, Джомо Кениатой. Холден Роберто временно приобрёл статус главного представителя ангольского антиколониального движения, выступал в этом качестве в ООН. 25 апреля 1961 года состоялась встреча Роберто с президентом США Джоном Кеннеди. С 1950-х годов Холден Роберто получал финансирование от США и поддерживал связи с ЦРУ. В то же время он установил хорошие отношения с КНР, договорившись об обучении своих боевиков китайскими инструкторами, а также с КНДР. Особо тесный союз на этнополитической и персонально-родственной основе сложился у Холдена Роберто с конголезским (впоследствии — заирским) президентом Мобуту Сесе Секо.
По настоянию африканских лидеров в 1961 году к УПА присоединился Жонаш Савимби. Он занимал в организации ряд руководящих постов, однако политические разногласия и персональные амбиции создавали напряжённость в отношениях Савимби с Роберто.

## В войне за независимость
Вооружённые отряды УПА формировались на территории Конго-Заира. 15 марта 1961 года состоялся первый рейд боевиков Роберто в Анголу. Был захвачен ряд ферм, полицейских участков и коммерческих предприятий. Солдаты Роберто проявляли особую жестокость в отношении белых португальских поселенцев. Расправам подвергались и африканцы, не являвшиеся баконго. Демонстративная жестокость, вплоть до применения соответствующих племенных ритуалов, являлась сознательной политикой Роберто в войне.

Больше рабы не присядут.

Холден Роберто

Весной 1962 года УПА был преобразован в Национальный фронт освобождения Анголы (ФНЛА). Менее чем через месяц были сформированы вооружённые силы ФНЛА — Армия национального освобождения Анголы (ЭЛНА). Верховным лидером ФНЛА и главнокомандующим ЭЛНА являлся Холден Роберто. Его окружение составили авторитетные племенные активисты баконго — Нгола Кабангу (организационный аппарат), Лукас Нгонда Бенги (служба безопасности и диверсионное подполье), Джон Эдуардо Пиннок-старший и Джонни Эдуардо Пиннок-младший (идеология, внешнеполитические связи), Паулу Туба (внутриполитические связи), Тонта Афонсу Каштру (партизанские формирования), Хендрик Ваал Нето (дипломатическая служба).
Формирования ФНЛА/ЭЛНА активно действовали в северных провинциях Заире и Уиже, где высока доля населения баконго. Операции во внутренних районах Анголы были относительно редки.
Холден Роберто объявил о создании Революционного правительства Анголы в изгнании (ГРАЕ), где пост министра иностранных дел получил Савимби. Однако ограниченность Роберто этническими установками баконго, нежелание распространять активность за пределы северных племенных территорий, правый консерватизм и монархизм его взглядов привели к конфликту с Савимби — леворадикальным представителем народности овимбунду. В 1966 году Савимби покинул ФНЛА и учредил собственную организацию — Национальный союз за полную независимость Анголы (УНИТА). Но и после раскола ФНЛА и УНИТА имели общих противников в лице португальских колониальных властей и прокоммунистического движения МПЛА, ориентированного на СССР и Кубу. При этом Политбюро ЦК КПСС в 1963 году рассматривало возможность признания правительства Роберто, что, впрочем, было сорвано оперативной реакцией попавшего в Москву председателя МПЛА Агостиньо Нето, обратившегося за поддержкой к генсеку португальских коммунистов Алвару Куньялу.

## В гражданской войне
После Португальской революции 1974 года начался процесс предоставления независимости бывшим колониям Португалии. В Анголе к процессу деколонизации подключились три национально-освободительных движения — ФНЛА, МПЛА и УНИТА. 15 января 1975 они заключили между собой и с новым португальским правительством Алворские соглашения. Предусматривалось создание переходного коалиционного правительства под руководством Холдена Роберто (ФНЛА), Агостиньо Нето (МПЛА), Жонаша Савимби (УНИТА).
Однако непримиримые идеологические и этносоциальные противоречия привели к срыву Алворского соглашения. Холден Роберто предпринимал усилия к тому, чтобы не допустить прихода к власти прокоммунистического МПЛА. В Анголе началась гражданская война, среди ключевых участников которой был Холден Роберто.
В июле 1975 года в ангольской столице Луанде начались ожесточённые бои, в результате которых город оказался под контролем МПЛА. Отряды ФНЛА/ЭЛНА отступили к северу и северо-востоку, в провинции Бенго и Уиже. Политический центр ФНЛА расположился в городе Кармона (Уиже), основная военная база ЭЛНА — в городе Амбриш (Бенго). Эти регионы, территориально близкие к Заиру и населённые баконго, составили базу для попытки контрнаступления.
В сентябре-октябре 1975 года Холден Роберто повёл свои войска с севера на Луанду. Однако формирования ФНЛА не отличались высоким уровнем боевой подготовки. Несмотря на поддержку заирской армии, китайское и северокорейское оснащение, участие профессиональных военных из Португалии и подразделения регулярной армии ЮАР, войска ФНЛА 10 ноября 1975 года были разгромлены в битве при Кифангондо.
На следующий день — 11 ноября 1975 была провозглашена независимость Народной Республики Ангола (НРА) под властью МПЛА. Однако именно Холден Роберто в Амбрише первым провозгласил независимость. Агостиньо Нето в Луанде и Жонаш Савимби в Уамбо сделали это несколько позже.
Государственное образование ФНЛА со столицей в Амбрише получило название Демократическая Республика Ангола (ДРА). УНИТА учредила в Уамбо Социальную Демократическую Республику Ангола (СДРА). 23 ноября 1975 в Уамбо было объявлено об объединении ДРА с СДРА в Народно-Демократическую Республику Ангола (НДРА). Было создано временное коалиционное правительство ФНЛА—УНИТА. Холден Роберто и Жонас Савимби являлись сопрезидентами НДРА, премьер-министрами — Джонни Эдуардо Пиннок (ФНЛА) и Жозе Нделе (УНИТА). Однако эта структура, получившая название Объединённый национальный совет революции, фактически просуществовала лишь до 30 января 1976, формально — до 11 февраля 1976.
Правительственные войска МПЛА (ФАПЛА) при кубинской и советской поддержке развернули массированное контрнаступление. Уже к началу 1976 года ФНЛА практически перестал существовать как значимая военная сила. Амбриш пал 11 января. 15 февраля кубинцами был взят родной город Роберто. При этом Холден Роберто утратил поддержку президента Заира Мобуту и ЦРУ США — из-за отказа порвать связи с КНДР.
Вооружённые формирования ФНЛА рассеялись и прекратили сопротивление. Группа европейских и американских наёмников во главе с британским парашютистом, греко-киприотом Костасом Георгиу (он же «полковник Кэллан») попала в плен и предстала перед судом в Луанде (Костас Георгиу, Эндрю Маккензи, Дерек Баркер, Дэниэл Герхарт были приговорены к смертной казни, девять других наёмников — к длительным срокам заключения). Связь с ФНЛА и Роберто стала рассматриваться как причастность к военным преступлениям.
В 1976—1978 годах ФНЛА пытался время от времени наносить удары, периодически прорываясь на ангольскую территорию. Усилиями Лукаса Нгонды Бенги и Нголы Кабангу в Уиже удалось частично воссоздать партизанскую инфраструктуру. Однако её действия были малоэффективны. Угрозы Паулу Тубы развернуть активную террористическую борьбу против МПЛА и его зарубежных союзников (вплоть до взрывов посольств) рассматривались как «крик отчаяния» и скорее подрывали престиж ФНЛА и персонально Роберто. Реальную партизанскую войну против режима МПЛА вёл Савимби во главе УНИТА. Часть бойцов ФНЛА перебрались бежали от наступающих войск МПЛА в Намибию (в то время оккупированную ЮАР), где присоединились к УНИТА либо участвовали в рейдах южноафриканской армии на территорию Анголы.
В 1979 году Заир полностью нормализовал отношения с Анголой. Это означало потерю всяких возможностей для дальнейшей вооружённой борьбы ФНЛА. Холден Роберто вынужден был покинуть Заир и через Габон перебрался во Францию. Активность ФНЛА практически сошла на нет. Военно-политические поражения стимулировали оппозицию Холдену Роберто. 12 августа 1980 Хендрик Ваал Нето и Паулу Туба учредили Военный совет ангольского сопротивления (COMIRA). Месяц спустя, 15 сентября, они объявили об отстранении Роберто от руководства и присоединении ФНЛА к COMIRA. Однако проект, задуманный для активизации вооружённой подпольной борьбы в Анголе не получил развития. К 1983 году деятельность COMIRA прекратилась. Статус лидера ФНЛА сохранил Роберто.
Тогда же в 1983 было официально объявлено о прекращении боевых действий ЭЛНА (которые уже давно не велись). Некоторые влиятельные командиры ЭЛНА — в частности, Тонта Афонсу Каштру, считавший Холдена Роберто ответственным за поражение при Кифангондо — перешли на сторону правительства и поступили на службу в ФАПЛА.

## В пореформенной Анголе

### Легальный политик
Холден Роберто проживал в США, некоторое время был баптистским проповедником. В 1980-х считалось, что его политическая деятельность завершена навсегда. Однако политические реформы в Анголе начала 1990-х открыли новые перспективы. После заключения Бисесских соглашений 1991 года, предусматривавших переход к многопартийной системе и проведение выборов, Роберто вернулся в Анголу.
Как кандидат ФНЛА Роберто участвовал в ангольских президентских выборах 1992 года, завершившихся Резнёй Хэллоуин. Он потерпел поражение, получив немногим более 2 % голосов, однако стал депутатом Национальной ассамблеи от фракции ФНЛА. В то время, как УНИТА продолжила партизанскую войну, ФНЛА вписался в политическую систему как «парламентская оппозиция» МПЛА.
Формально ФНЛА оппонировал «социал-демократической» МПЛА с «правоконсервативных» позиций. Но реально масштабных претензий партия не выдвигала и потому не подвергалась серьёзным преследованиям. От прежних амбиций Роберто пришлось отказаться, и это обеспечило ему комфортное положение в новой системе. Отказ МПЛА от идеологии марксизм-ленинизма снял идеологическую мотивацию конфликта.

### Внутрипартийный раскол
В 1990, ещё находясь в эмиграции, несколько влиятельных деятелей ФНЛА, в частности, Хендрик Ваал Нето, вступили в контакт с ангольским правительством и перешли в МПЛА. Во второй половине 1990-х в ФНЛА возник острый конфликт между Холденом Роберто и Лукасом Нгонда Бенги, выдвинувшим претензии на лидерство. Нгонда Бенги, выступавший за примирение и союз с МПЛА, заручился поддержкой правительства. На съезде ФНЛА в 1999 году он добился своего избрания на высший партийный пост. Роберто перешёл в статус «почётного президента партии».
Беззастенчивость Нгонды Бенги во внутрипартийной борьбе, беспринципность его курса, оскорбительные высказывания в адрес исторического лидера (Нгонда называл Роберто Um leão sem dentes — «лев без зубов») вызвали возмущение многих ветеранов и активистов ФНЛА. В 2004 году очередной съезд утвердил председателем партии Нголу Кабангу, сохранившего верность Роберто. В партии, к тому времени сильно утратившей влияние, произошёл организационно-политический раскол.

## Кончина и память
Холден Роберто скончался в статусе депутата ангольского парламента и почётного президента ФНЛА. Известно, что он работал над мемуарами, но не успел их завершить.
После кончины Роберто президент Анголы Жозе Эдуарду душ Сантуш произнёс хвалебную речь в честь покойного, назвав его «одним из пионеров национально-освободительной борьбы». «Невосполнимой потерей» назвал смерть Роберто генеральный секретарь МПЛА Дину Матрос. Представители оппозиционных партий отмечали, что Роберто «дал ангольцам то, чем не стал пользоваться сам» и напоминали, что в УПА и ФНЛА начинали многие политики МПЛА и УНИТА. Похороны Роберто имели государственный статус.
О верности изначальным традициям ФНЛА и заветам Холдена Роберто заявил избранный в сентябре 2021 президентом партии Ними Йя Симби.

## Семья
Холден Роберто был дважды женат. Расторжение первого брака и заключение второго были произведены из политических соображений — для женитьбы на родственнице Мобуту, что скрепляло политический союз ФНЛА и Заира. Имел восемь сыновей и двух дочерей.
Карлитуш Роберто — сын Холдена Роберто — в 2008 был избран депутатом парламента Анголы от ФНЛА. Катарина Роберто и Грейс Роберто — дочери Холдена Роберто — участвовали во внутрипартийном конфликте как противницы Лукаса Нгонды Бенги, конфликтовали с новыми партийными руководителями из-за доступа к могиле отца.

## Личностные оценки
Знавшие Холдена Роберто люди оценивали его как человека высокомерного, интравертного, отчуждённого и тяжёлого в общении (эти черты Роберто противопоставлялись коммуникабельности Савимби). Его стилевой особенностью являлось постоянное ношение чёрных очков, создававшее зловещий имидж.